# Candy (miniserie)
Candy es una miniserie de drama criminal biográfico estadounidense creada por Nick Antosca y Robin Veith. La serie está protagonizada por Jessica Biel interpretando a la verdadera Candy Montgomery, que fue acusada del asesinato con hacha de su vecina, Betty Gore (interpretada por Melanie Lynskey) en 1980, en Texas. Se estrenó el 9 de mayo de 2022 en Hulu, con un nuevo episodio durante cinco noches hasta el 13 de mayo de 2022.

## Sinopsis
En Wylie (Texas), en 1980, Candy Montgomery, una ama de casa de los suburbios, es acusada por el asesinato de su vecina Betty Gore, después de tener una aventura con el esposo de Gore, Allan.

## Elenco

### Personajes
- Jessica Biel como Candy Montgomery
- Melanie Lynskey como Betty Gore
- Pablo Schreiber como Allan Gore
- Timothy Simons como Pat Montgomery
- Raúl Esparza como Don Crowder

### Recurrente
- Jessie Mueller como Sherry Cleckler
- Adam Bartley como Richard
- Justin Timberlake como el oficial Steve Deffibaugh
- Jason Ritter como el diputado Denny Reese

## Episodios
| N.º | Título                   | Dirigido por       | Escrito por                                                   | Fecha de emisión original |
| --- | ------------------------ | ------------------ | ------------------------------------------------------------- | ------------------------- |
| 1   | «Friday the 13th»        | Michael Uppendahl  | Guion de: Robin Veith Historia de: Nick Antosca & Robin Veith | 9 de mayo de 2022         |
| 2   | «Happy Wife, Happy Life» | Jennifer Getzinger | David Matthews                                                | 10 de mayo de 2022        |
| 3   | «Overkill»               | Ben Semanoff       | Brett Johnson                                                 | 11 de mayo de 2022        |
| 4   | «Cover Girl»             | Tara Nicole Weyr   | Elise Brown                                                   | 12 de mayo de 2022        |
| 5   | «The Fight»              | Michael Uppendahl  | Brett Johnson, David Matthews & Robin Veith                   | 13 de mayo de 2022        |

## Producción

### Desarrollo
En julio de 2020, se anunció que UCP estaba desarrollando una serie que giraba en torno a Candy Montgomery, con Robin Veith escribiendo el piloto de la serie, junto con Nick Antosca siendo productores ejecutivos bajo su productora Eat the Cat, sin ninguna cadena adjunta. En diciembre de 2020, se anunció que la serie se lanzaría en Hulu. En octubre de 2021, se anunció que Elisabeth Moss, que originalmente iba a protagonizar el papel de Candy, tuvo que abandonar por conflictos de agenda y sería sustituida por Jessica Biel.

### Rodaje
El rodaje comenzó en diciembre de 2021 y concluyó en febrero de 2022, y tuvo lugar en Austell (Georgia).

## Lanzamiento
Candy se estrenó en el servicio de streaming Hulu en Estados Unidos el 9 de mayo de 2022, con la emisión de nuevos episodios durante cinco noches posteriores hasta el 13 de mayo. El propietario mayoritario de Hulu, Disney, también ha confirmado que Candy llegará a su servicio Disney+ Hotstar en la India, pero a mediados de junio de 2022 no ha fijado fechas de emisión. En Latinoamérica se lanzó en Star+ el 27 de julio de 2022.

## Recepción
El sitio web del agregador de reseñas Rotten Tomatoes tiene un índice de aprobación del 69%, basándose en 36 reseñas con una calificación media de 6.5/10. El consenso crítico dice: «El regusto agrio de Candy se ve contrarrestado por unas interpretaciones uniformemente magníficas, pero basta con un par de lamidas para que este drama de crimen verdadero pierda su sabor». En Metacritic, tiene una puntuación media ponderada de 62 de 100, basada en 16 reseñas, indicando «reseñas generalmente favorables».
Josh Bell, de CBR.com, afirmó que la serie consigue ofrecer una estética de finales de los años 70 a través de su decoración y vestuario, elogió cómo la miniserie consigue representar las luchas de los personajes principales a través de su tono oscuro, y alabó la interpretación de Biel como Candy Montgomery, al tiempo que elogió al resto de actores secundarios. Brian Lowry, de CNN, consideró que Candy consigue ser más eficaz que la mayoría de las series dramáticas de crímenes verdaderos, afirmando que las interpretaciones de Biel y Lynskey son convincentes y están bien interpretadas, a la vez que elogió cómo la miniserie consigue aportar sólidos elementos de guion adicionales en comparación con otras series contemporáneas del mismo género. Joel Keller de Decider alabó las actuaciones del elenco, especialmente las de Biel y Lynskey, y encontró interesante la elección de comenzar la miniserie con la muerte de Betty Gore, seguida de la reconstitución de lo ocurrido entre los personajes en los episodios posteriores. Matt Fowler de IGN calificó la miniserie con un 7 sobre 10 y elogió las actuaciones de los miembros del reparto, al tiempo que alabó cómo la serie consigue mantener una atmósfera de tensión sin proporcionar demasiada información durante sus primeros episodios. Maggie Boccella de Collider le dio a la miniserie una calificación de C+ y afirmó que la serie logra ser un drama satisfactorio de crimen verdadero, al tiempo que elogió las interpretaciones de los actores, pero criticó la falta de desarrollo de los personajes.